# Bebearia katera
Bebearia katera är en fjärilsart som beskrevs av Van Someren 1939. Bebearia katera ingår i släktet Bebearia och familjen praktfjärilar. Inga underarter finns listade i Catalogue of Life.